# Билл Фостер
Уильям Баррет «Билл» Фостер (англ. William Barrett «Bill» Foster), также известный как Голиаф (англ. Goliath), Великан (англ. Giant-Man) и Чёрный Голиаф (англ. Black Goliath) — супергерой из комиксов, публикуемых издательством Marvel Comics. Был придуман Стэном Ли и нарисован Доном Хеком и дебютировал в 1966 году в 32-м номере Avengers.

## Биография
Билл Фостер родился и вырос в одном из самых неблагополучных районов Лос-Анджелеса, Вэттсе. Мальчик с детства привык рассчитывать только на свои силы и вскоре стал одним из самых многообещающих учёных США. Когда другой учёный Хэнк Пим потерял контроль над суперспособностями, богатый изобретатель Тони Старк лично попросил помощи у Билла и даже предоставил ему оборудование своей компании «Старк Индастрис». Фостеру удалось спасти Пима, и с тех пор они стали коллегами и хорошими друзьями.
Вскоре Фостер смог скопировать знаменитые Частицы Пима и стал супергероем по прозвищу Голиаф. Он возглавил отряд супергероев Чемпионы, базировавшийся в Лос-Анджелесе, а также стал главой местного подразделения «Старк Индастрис». Билл подружился с Беном Гримом из Фантастической четвёрки и даже однажды спас ему жизнь. При этом Билл сохранял тайну своей личности — мало кто из посторонних знал, что супергерой Голиаф и талантливый учёный Фостер — одно лицо.

### Гражданская война
Во время принятия Акта о регистрации супергероев, который обязывал всех сверхлюдей снять маски, пройти специальное обучение и стать правительственными агентами, Голиаф встал на сторону Капитана Америки, который ушёл в подполье после отказа стать агентом и собрал свою команду. Для прикрытия Фостер взял себе псевдоним Роквелл Додсворт.
Первая стычка с Железным человеком и его командой сторонников Акта о регистрации супергероев становится роковой для Голиафа — его убивает клон Тора — Рагнарок, выпустивший из своего молота молнию, которая прожигает гиганта насквозь.
Тело Голиафа перед его похоронами так и не смогли уменьшить (даже при помощи Частиц Пима), поэтому Тони Старк, посчитавший, что в смерти Фостера есть и его вина, взял на себя все расходы и купил 38 мест на кладбище для того, чтобы тело героя туда поместилось. Смерть Голиафа повлияла на соотношение сил в войне: некоторые из Тайных Мстителей (сторонников Капитана Америки), испугавшиеся такой же участи, перешли на сторону зарегистрировавшихся героев. Но ещё больше сверх-людей приняли сторону противников регистрации. Среди них: Невидимая леди, Человек-факел, Человек-паук, а также супруги Чёрная Пантера и Шторм, которые до этого поддерживали нейтралитет.

### Тёмное правление
Как показано в комиксе Mighty Avengers #24, Норман Озборн выкопал могилу Фостера, надеясь найти остаток Частиц Пим, чтобы разыскать Генри и Могучих Мстителей. Когда Геркулес попадает в подземное царство, Фостера можно увидеть в Эребе — месте между жизнью и смертью (помимо него там также можно увидеть Банши, барона Генриха Земо, Осу, Шакала и даже Элвиса Пресли).

### Наследие
Племянник Билла, Том Фостер, студент Массачусетского технологического института, сообщил Чёрной Пантере, что намерен пойти по стопам своего дяди — стать супергероем. Пантера пообещал помочь молодому герою в достижении его цели. Когда Халк возвращается на Землю, чтобы отомстить героям, которые отправили его в космос, Том Фостер становится свидетелем боя между Железным человеком и Халком. Позже, он публично осуждает Рида Ричардса и Тони Старка в смерти своего дяди. После этого Том Фостер воссоздает формулу Частиц Пима, первоначально созданную его дядей, и становится новым Голиафом.

## Силы и способности
Билл Фостер мог спокойно увеличивать свой рост/размер вплоть до 25 футов в высоту без какого либо вреда для себя. При увеличении его сила и выносливость повышались во много раз. К тому же, Голиаф — замечательный учёный и изобретатель, а также специалист в области биохимии.

## Вне комиксов

### Фильм
- Лоренс Фишберн сыграл Билла Фостера в фильме «Человек-муравей и Оса». По сюжету он в прошлом работал с Хэнком Пимом, но после прекратил сотрудничество с ним. Фостер удочерил Эйву Старр после несчастного случая, в результате которого её родители погибли, а она сама подверглась излучению, из-за которого её тело стало фазировать. В настоящем времени Билл Фостер пытается помочь Эйве излечиться с помощью жизненной силы Джанет ван Дайн, находящейся в квантовом измерении, для чего им нужно получить оборудование Пима.

### Видеоигры
- Билл Фостер, под псевдонимом Голиаф, появляется в игре «Marvel: Ultimate Alliance 2», где его озвучивает Эмерсон Брукс.
- Голиаф — игровой персонаж многопользовательской онлайн-игры «Marvel Super Hero Squad Online».